# Pečinarji
Pečinarji ali damani (znanstveno ime Hyracoidea) so red sesalcev, v katerega uvrščamo pet danes živečih vrst v treh rodovih, vseh združenih v družino Procaviidae. Te rastlinojede živali velikosti zajcev so razširjene po večini Afrike in na Bližnjem vzhodu, kjer nekateri predstavniki živijo v skalnatih habitatih, drugi pa v drevesnih krošnjah.

## Telesne značilnosti
So čokate živali z zakrnelim repom in mehkimi blazinicami na koncu prstov, ki jih uporabljajo pri plezanju. Spadajo med primitivne kopitarje in so obdržali nekaj značilnosti predniških skupin, kot so kratka stopala in neučinkovita prebavila ter neučinkovito uravnavanje telesne temperature. Tako za muljenje rastlin uporabljajo meljake, telesno temperaturo pa morajo uravnavati tudi vedenjsko. Stopnja presnove je razmeroma nizka, zato jim zadostuje skromna prehrana. V večdelnih želodcih simbiontske bakterije sodelujejo pri prebavi rastlinske hrane, toda sposobnost razkrojevanja celuloze je znatno manjša kot pri prežvekovalcih.

## Taksonomija
Sodeč po fosilnih ostankih so pečinarji najbližje sorodni slonom in morskim kravam, s katerimi jih združujemo v skupino primitivnih kopitarjev. Konec 18. stoletja jih je sicer nemški prirodoslovec Gottlieb Storr na podlagi zunanje telesne zgradbe, ki spominja na glodavce, opisal kot sorodne morskim prašičkom. Zato jim je dal rodovno ime Procavia (po rodu morskih prašičkov Cavia, dobesedno »pred morskimi prašički«), kar se je obdržalo do danes tudi v znanstvenem imenu družine Procaviidae.
V preteklih geoloških dobah so bili pečinarji mnogo bolj razširjeni in raznoliki; prvi znani fosil datirajo 37 milijonov let v preteklost, največjo pestrost pa so dosegli v srednjem in poznem eocenu. Zdaj je znanih le še pet živečih vrst, ki jih združujemo v tri rodove:
- drevolazci ali drevesni damani (rod Dendrohyrax)
  - južni drevolazec (Dendrohyrax arboreus)
  - zahodni drevolazec (Dendrohyrax dorsalis)
- stepni pečinarji ali stepski damani (rod Heterohyrax)
  - rumenopikasti stepni pečinar (Heterohyrax brucei)
- pečinolazci ali skalni damani (rod Procavia)
  - južnoafriški pečinolazec (Procavia capensis)

## Ekologija in razširjenost
Dve glavni podskupini se razlikujeta po habitatu: pečinolazci in stepni pečinarji naseljujejo suha, kamnita območja (kopje) v Afriki in na Bližnjem vzhodu, drevolazci pa so se, kot pove ime, prilagodili na plezanje po drevesih v bolj gozdnatih predelih celine. Od prvih stepni pečinarji živijo v suhih hribovjih Vzhodne Afrike, pečinolazci pa so bolj generalistični in so se razširili tudi po višjih nadmorskih višinah. Večino prehrane pečinolazcev predstavlja trava, medtem ko so ostali prilagojeni na prehranjevanje z mehkejšimi deli rastlin.

## Kulturne reference
V Bibliji so pečinarji večkrat omenjeni. Tako denimo 3. Mojzesova knjiga izrecno zapoveduje, da je pečinar nečist in ga ni dovoljeno jesti, ker sicer prežvekuje, nima pa parkljev. To se nanaša na njihovo žvečenje, ki spominja na prežvekovanje, toda pečinarji ne regurgitirajo v želodcu že delno fermentirane paše tako kot prežvekovalci. Zahodni prevajalci Biblije niso vedeli za pečinarje, zato so v prevodih pogosto omenjeni kot »jazbeci« ali »skalni jazbeci«, tudi v slovenskih (na primer Preg 30:26, 3 Mz 11:5).
Po eni od razlag so dali tudi ime Španiji. Feničanska in hebrejska beseda za pečinarja je shaphan (dobesedno »dobro skrit«). Ko so feničanski morjeplovci med raziskovanjem Sredozemlja prišli do obal Iberskega polotoka, naj bi tam opazili množico majhnih živali, za katere so mislili, da so pečinarji, tako da naj bi novoodkrito ozemlje poimenovali Ishapan – »dežela pečinarjev«, to ime pa naj bi kasneje rimski zavojevalci latinizirali v Hispanio. Na Iberskem polotoku pečinarji ne živijo, zato domnevajo, da so Feničani videli zajce. Po drugi razlagi je le pomenski koren isti, torej bi bil Ishapan »skrita« oziroma »zelo oddaljena« dežela.